# タヴィラ
タヴィラ（ポルトガル語: Tavira [tɐˈviɾɐ] ( 音声ファイル)）は、大西洋に注ぐジラオン川の河口にあるポルトガルの都市である。ファーロ県に所属する。スペインとの国境まで、約17kmである。

## 歴史

### 古代
タヴィラの町の起源は、紀元前1000年から800年ごろの銅器時代にまで遡る。紀元前8世紀には、フェニキア人の居住が確認されている。タヴィラは、フェニキア人のイベリア半島西部における港町の1つとして機能していた。フェニキア人は、城壁を備えた町を建設し、少なくとも、2つの神殿と2つの埠頭がタヴィラは備わっていたとされる。紀元前6世紀になると、何らかの紛争によってタヴィラの町は破壊されてしまった。タヴィラの名前の由来は、フェニキア人の神であるバアルからきている。
タルテッソス王国の時代になり、再び、放棄されていた町であったタヴィラは、港町としての機能を回復する。しかし、紀元前4世紀ごろには再び、港町の機能は失われてしまった。タヴィラが再三、港町の機能を回復するには、Cerro do Cavacoと呼ばれるタヴィラ近郊の要塞がアウグストゥスによって占拠されるまで待たなければいけなくなった。
ガイウス・ユリウス・カエサルの時代になるとタヴィラから7km離れたバルサと呼ばれる場所に新しい港が建設された。バルサは、タヴィラよりも繁栄を極めた。また、ジラオン川には、橋が架けられた。この橋は、17世紀に修復され、現存する。しかし、8世紀、ムーア人がイベリア半島を征服するとそのバルサは消滅してしまった。

### ムーア人の時代
タヴィラは、8世紀から13世紀にかけて、ムーア人の支配を受けた。その結果、この地域には、農業、建築、文化などに、ムーア人の影響が色濃く残った。今日のタヴィラにおいては、ムーア様式は、ドアや屋根に残っている。また、ムーア人は、2つのモスクと宮殿をタヴィラに建設した。加えて、「ローマ人の橋」と呼ばれる7本のアーチ橋は、現在の考古学的調査によって、12世紀に建設されたものとされている。
ムーア人の時代は、タヴィラは、船員や漁師にとって重要な重要な港が再興され、アルガルヴェ地方における中心として急速な経済発展を遂げた。

### レコンキスタ以降
1242年、ポルトガル王国の手にタヴィラが陥落した。その後、タヴィラには、多くのキリスト教徒が移住することとなった。

## 文化遺産
- ローマ時代の橋--ジラオン川にかかっている橋で、ローマ人によって建設された。
- サンタ・マリア・ド・カステロ教会--13世紀に建設された。現在の建物は、1755年のリスボン地震以降に再建されたもの。
- ムーア人の城塞--ムーア人によって建設され、ディニス1世によって再建された。

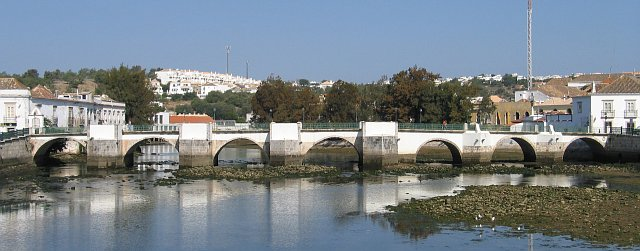
ローマ時代の橋
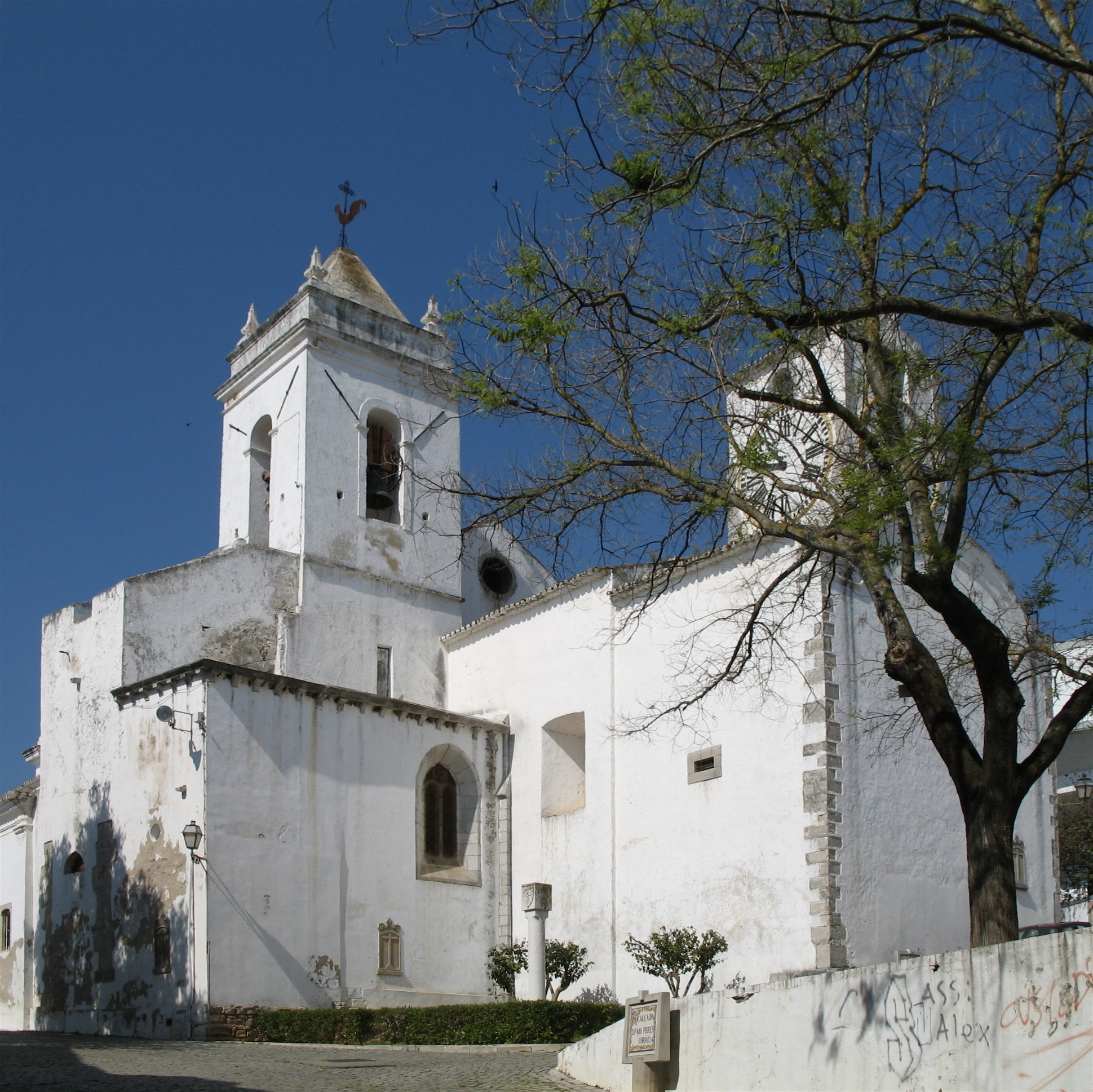
サンタ・マリア・ド・カステロ教会
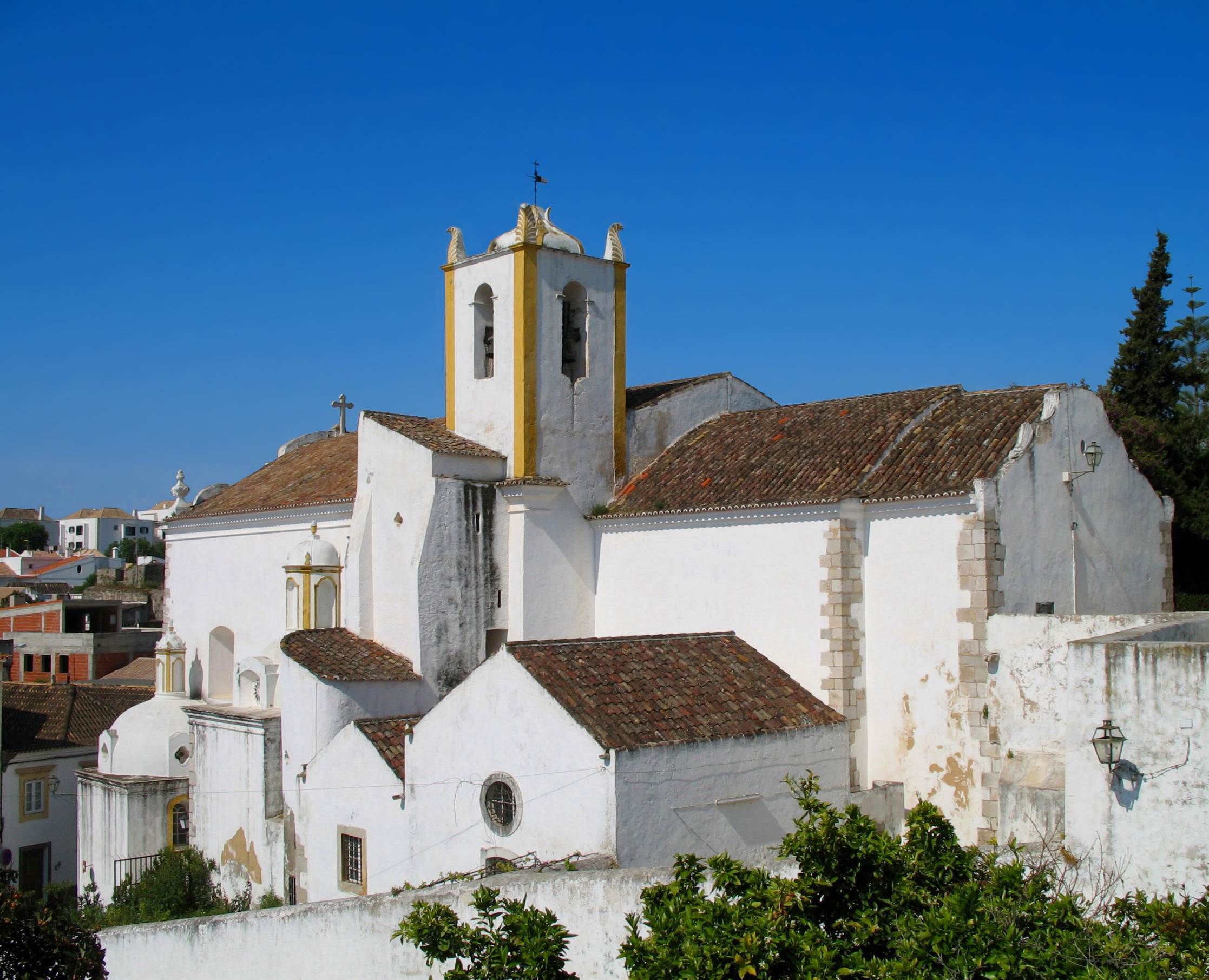
サンティアゴ教会